# 동방 박사의 경배

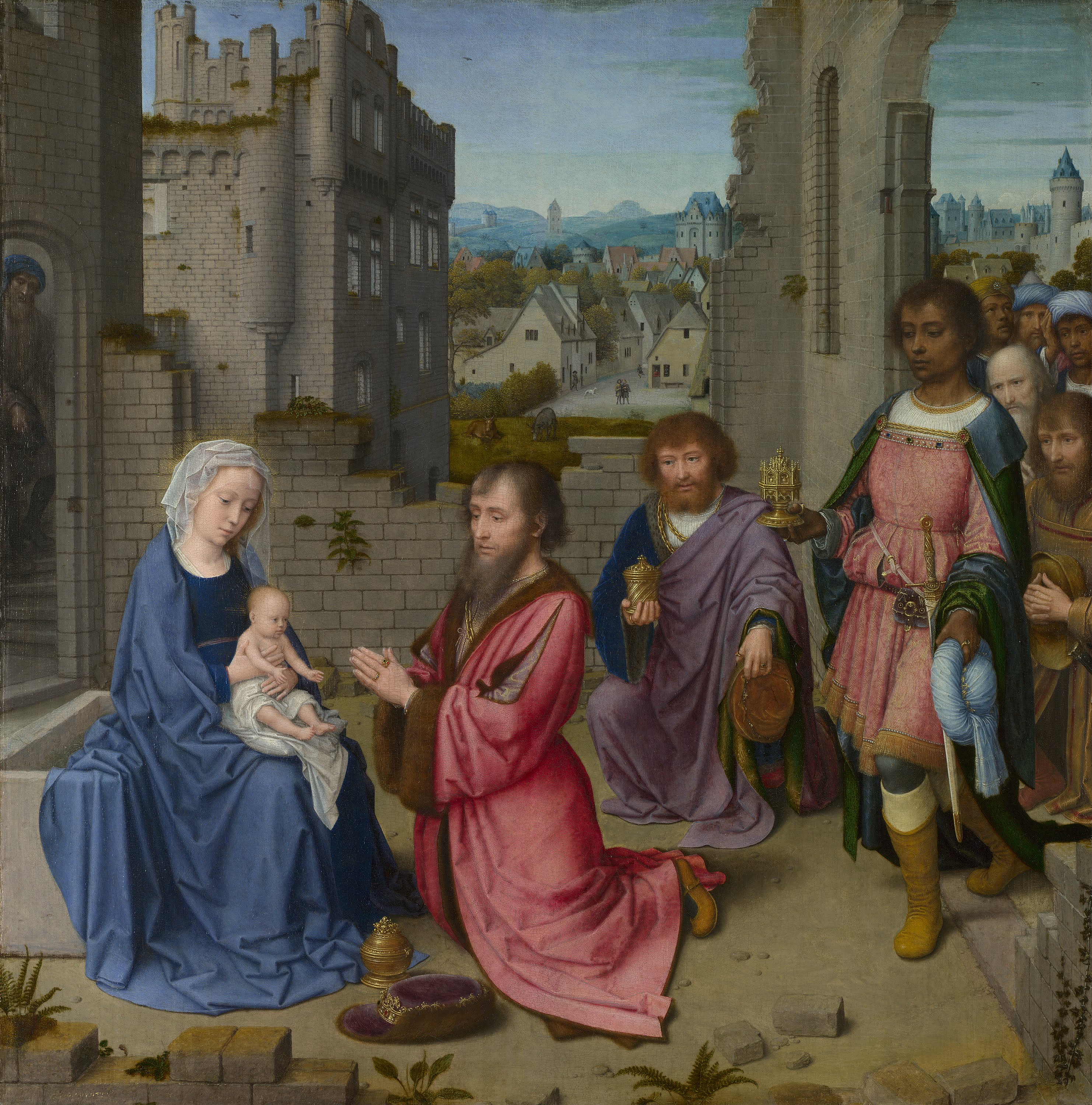

동방 박사의 경배, 마기의 예배, 동방 박사의 예배, 동방 박사의 방문은 전통적으로 예수의 탄생이라는 주제에 부여된 이름으로, 특히 서양에서 왕으로 표현된 세 명의 동방 박사가 다음과 같이 예수를 찾았다: "별을 따라 그 앞에 금과 유향과 몰약을 예물로 두고 그에게 경배할지니라" 성경 마태복음 2장 11절에 따르면:“그들이 집에 들어가 어머니 마리아와 함께 있는 아기를 보고 엎드려 경배하고 보물함을 열어 금을 예물로 드렸다. 유향과 몰약을 받고 꿈에 헤롯에게로 돌아가지 말라 지시하심을 받고 다른 길로 고국에 돌아가니라"
기독교 도상학은 마태복음(2:1-22)에 묘사된 성서의 동방박사에 대한 간단한 설명을 상당히 확장했다. 예술가들은 확장된 기독교 도상학을 사용하여 예수가 초기 유아 시절부터 온 땅의 왕으로 인식되었다는 사고를 강화했다. 경배 장면은 성모 마리아의 생애와 그리스도의 생애 주기에서 가장 없어서는 안 될 일화 중 하나인 탄생을 표현하는 데 자주 사용되었다.
중세 시대에 걸쳐 아기 그리스도를 방문한 것으로 유명한 세 박사가 정확히 누구인지 추측하는 이야기가 돌기 시작했다. 많은 사람들은 이들이 동쪽 어딘가에서 왔다고 생각했다. 결국 세 명의 박사가 당시 세 개의 주요 대륙을 대표하기로 결정되었다. 유럽, 아시아, 아프리카. 세 왕에 대해 수세기 동안 통용된 세 이름은 가스파(Gaspar 또는 Caspar), 멜키오르(Melchior) 및 발타자르(Balthasar)였다. 세 동방 박사와 마찬가지로 이 이야기의 탁월함은 성서 이야기가 지닌 위대한 신학적 의미, 그들의 이국적인 옷과 외모, 그리고 그들의 크고 값비싼 선물 때문이다.
교회력에서 이 사건은 서방 기독교에서 주현절(1월 6일)로 기념된다. 동방 정교회는 성탄절(12월 25일)에 동방 박사의 경배를 기념한다.

## 같이 보기
- 베들레헴의 별
- 크리스마스
- 살로메 (제자)
- 성체 조배
- 복음서 조화